# Walshomyia pattersoni
Walshomyia pattersoni är en tvåvingeart som först beskrevs av White 1950.  Walshomyia pattersoni ingår i släktet Walshomyia och familjen gallmyggor.
Artens utbredningsområde är Texas. Inga underarter finns listade i Catalogue of Life.